# 斯鑫良
斯鑫良（1950年1月—），浙江东阳人。浙江农业大学畜牧兽医系毕业，中共中央党校在职研究生学历。

## 生平
1969年至2009年间，曾任东阳县食品公司副经理、经理，东阳县副县长，中共东阳县委副书记，中共东阳县委宣传部部长，中共浦江县委书记，中共湖州市委副书记，中共湖州市委组织部部长，中共湖州市委书记，湖州市人大常委会主任。2001年4月，升任中共浙江省委宣传部部长，两个月后转任中共浙江省委组织部部长。2002年6月，升任浙江省委常委、组织部部长，并从2007年7月开始兼任浙江省委党校校长。2009年12月，被免去中共浙江省委常委、组织部部长职务。2010年1月，当选浙江省政协第十届常务委员会副主席、党组副书记。2013年2月，时年63岁的斯鑫良卸任退休。 
2015年2月16日，中纪委宣布斯鑫良因涉嫌严重违纪违法接受组织调查，他是中共十八大以来浙江省被查的首位副省级官员，据报道他的落马与之前被抓的浙江广厦集团老板楼忠福有关。斯鑫良之子，浙江团省委常委、组织部长，挂职杭州市上城区副区长的斯力此前亦被有关部门带走。而楼忠福曾赞助过令计划的妻子谷丽萍。
2015年6月19日，中纪委发布消息称，斯鑫良因收受礼金、违反中央八项规定，由他人出资安排打高尔夫球、收受巨额贿赂、与他人通奸被双开，并移送司法机关。九江市人民检察院起诉指控：2001年至2014年，被告人斯鑫良利用其担任中共湖州市委书记，中共浙江省委常委、组织部长，浙江省政协副主席等职务上的便利，为14家单位或个人在承接工程、职务晋升等事项上谋取利益，本人或通过其妻子非法收受他人给予的财物，共计折合人民币1955万余元。2016年12月13日，江西省九江市中级人民法院公开宣判，对斯鑫良以受贿罪判处有期徒刑13年，并处没收个人财产人民币200万元；对斯鑫良受贿所得及其孳息予以追缴，上缴国库。

## 相关人物
- 令计划
- 陈敏尔
- 卢子跃